# Zar'it
Zar'it (hebrejsky זַרְעִית, v oficiálním přepisu do angličtiny Kefar Rozenwald Zarit) je vesnice typu mošav v Izraeli, v Severním distriktu, v Oblastní radě Ma'ale Josef.

## Geografie
Leží v nadmořské výšce 640 metrů, v hornaté oblasti v centrální části Horní Galileji, cca 13 kilometrů od břehů Středozemního moře, přímo na libanonské hranici. Jižně od vesnice terén prudce klesá do údolí vádí Nachal Becet. Po okraji tohoto srázu s hlavním vrcholkem Har Manor vede k západu silnice, která sleduje zároveň mezinárodní hranici. Na protější straně údolí stojí vrch Har Šomera. Na východ od mošavu pokračuje kopcovitý terén, který pak na hraniční čáře vrcholí sérií kopců nazývaných Har Ajta.
Obec se nachází cca 10 kilometrů severně od města Ma'alot-Taršicha, cca 122 kilometrů severovýchodně od centra Tel Avivu a cca 42 kilometrů severovýchodně od centra Haify. Zar'it obývají Židé, přičemž osídlení v tomto regionu je židovské. Zar'it tvoří společně s dalšími zemědělskými osadami Even Menachem, Štula a Šomera kompaktní blok osídlení. Zcela židovská je oblast západně odtud, směrem k Izraelské pobřežní planině. Pouze na jižní straně začíná území s vyšším podílem obcí, které obývají izraelští Arabové (například město Fassuta).
Zar'it je na dopravní síť napojen pomocí místní silnice číslo 8992 a 8993.

## Dějiny
Zar'it byl založen v roce 1967. Šlo o součást Operace Sof Sof (סוף סוף), kterou inicioval tehdejší premiér Levi Eškol. Cílem bylo posílit židovské osídlení v bezprostřední blízkosti libanonské hranice. Po dvou letech byla osada přejmenována na Kfar Rosenwald (כפר רוזנואלד), podle amerického židovského předáka. Kvůli nespokojenosti místních obyvatel s novým názvem ale bylo po čase obnoveno původní jméno. Zakladateli vesnice byla skupina 15 mladých rodin z okolních již zavedených osad. Zpočátku zde chyběla elektřina a příjezdová cesta. V 80. letech 20. století obec postihla ekonomická krize izraelských mošavů. Prošla pak procesem privatizace, kdy byly odstraněny prvky družstevního hospodaření.
Na místě vesnice se nalezly stavební pozůstatky z dob starověkého Říma i středověkého arabského osídlení.
Místní ekonomika je založena na zemědělství, službách a turistickém ruchu. Část obyvatel za prací dojíždí mimo obec. Nedávno zde byla otevřena synagoga. V obci fungují zařízení předškolní péče, základní školy se využívá v nedaleké vesnici Becet. K dispozici je tu obchod a sportovní areály.

## Demografie
Obyvatelstvo mošavu Zar'it je sekulární. Podle údajů z roku 2014 tvořili naprostou většinu obyvatel v Zar'it Židé (včetně statistické kategorie "ostatní", která zahrnuje nearabské obyvatele židovského původu ale bez formální příslušnosti k židovskému náboženství).
Jde o menší sídlo vesnického typu s dlouhodobě stagnující populací. K 31. prosinci 2014 zde žilo 245 lidí. Během roku 2014 populace stoupla o 0,4 %.
| Rok            | 1972 | 1983 | 1995 | 2001 | 2003 | 2004 | 2005 | 2006 | 2007 | 2008 | 2009 | 2010 | 2011 | 2012 | 2013 | 2014 |
| -------------- | ---- | ---- | ---- | ---- | ---- | ---- | ---- | ---- | ---- | ---- | ---- | ---- | ---- | ---- | ---- | ---- |
| Počet obyvatel | 160  | 244  | 221  | 234  | 233  | 241  | 245  | 250  | 250  | 250  | 243  | 246  | 242  | 243  | 244  | 245  |